# 三腳南山
三腳南山，又名三角南山，位於台灣嘉義縣大埔鄉西興村、茄苳村與臺南市南化區關山里交界處，峰頂海拔1,187公尺，為台灣小百岳之一。該山峰地處曾文溪支流大埔溪與後堀溪的分水嶺上，立有二等三角點1087號。
三腳南山西側即為曾文水庫。